# Sthenoteuthis pteropus
Sthenoteuthis pteropus is een inktvissensoort uit de familie Ommastrephidae.
De wetenschappelijke naam van de soort werd in 1855 als Ommatostrephes pteropus gepubliceerd door Japetus Steenstrup.